# Finn van Breemen
Finn van Breemen (sinh ngày 25 tháng 2 năm 2003) là một cầu thủ bóng đá chuyên nghiệp người Hà Lan hiện tại đang thi đấu ở vị trí trung vệ cho câu lạc bộ Basel tại Giải bóng đá vô địch quốc gia Thụy Sĩ.

## Sự nghiệp thi đấu

### Den Haag
Van Breemen gia nhập học viện ADO Den Haag vào năm 2012. Anh là một trung vệ thuận chân trái và cũng có thể chơi ở vị trí hậu vệ trái mặc dù đó không phải là vị trí sở trường của anh. Anh ra mắt Eerste Divisie vào ngày 6 tháng 5 năm 2022, trong trận gặp FC Emmen. Anh mô tả đó là một "giấc mơ trở thành hiện thực" nhưng cũng thừa nhận bước tiến về tốc độ và sự thay đổi bầu không khí từ bóng đá lứa tuổi trẻ. Vào tháng 6 năm 2022, anh ký bản hợp đồng đầu tiên với Den Haag, có thời hạn cho đến mùa hè năm 2024, với tùy chọn thêm một năm.

### Basel
Vào ngày 20 tháng 6 năm 2023, van Breemen ký hợp đồng 4 năm với câu lạc bộ Basel tại Giải bóng đá vô địch quốc gia Thụy Sĩ. Anh gia nhập đội một Basel cho mùa giải 2023–24 dưới sự dẫn dắt của huấn luyện viên trưởng Timo Schultz. Sau khi chơi ba trận thử nghiệm, van Breemen đã chơi trận ra mắt Giải bóng đá vô địch quốc gia Thụy Sĩ cho câu lạc bộ trên sân khách ở Kybunpark vào ngày 22 tháng 7 khi Basel để thua 2-1 trước St. Gallen. Anh ngay lập tức trở thành cầu thủ đá chính thường xuyên sau khi bổ nhiệm ông Fabio Celestini làm huấn luyện viên trưởng. Anh đã ghi bàn thắng đầu tiên cho đội bóng ở phút 41, chiến thắng 5–2 trước Winterthur vào ngày 30 tháng 7.

## Thống kê sự nghiệp

### Câu lạc bộ
Tính đến trận đấu diễn ra vào ngày 17 tháng 12 năm 2023
| Câu lạc bộ          | Mùa giải            | Giải đấu                              | Giải đấu | Giải đấu | Cúp quốc gia | Cúp quốc gia | League Cup | League Cup | Châu Âu | Châu Âu | Khác | Khác | Tổng cộng | Tổng cộng |
| Câu lạc bộ          | Mùa giải            | Hạng đấu                              | Trận     | Bàn      | Trận         | Bàn          | Trận       | Bàn        | Trận    | Bàn     | Trận | Bàn  | Trận      | Bàn       |
| ------------------- | ------------------- | ------------------------------------- | -------- | -------- | ------------ | ------------ | ---------- | ---------- | ------- | ------- | ---- | ---- | --------- | --------- |
| ADO Den Haag        | 2021–22             | Eerste Divisie                        | 1        | 0        | 0            | 0            | —          | —          | —       | —       | —    | —    | 1         | 0         |
| ADO Den Haag        | 2022–23             | Eerste Divisie                        | 18       | 0        | 3            | 0            | —          | —          | —       | —       | —    | —    | 21        | 0         |
| ADO Den Haag        | Tổng cộng           | Tổng cộng                             | 19       | 0        | 3            | 0            | —          | —          | —       | —       | —    | —    | 22        | 0         |
| Basel               | 2023–24             | Giải bóng đá vô địch quốc gia Thụy Sĩ | 15       | 2        | 2            | 1            | —          | —          | 2       | 0       | —    | —    | 19        | 3         |
| Tổng cộng sự nghiệp | Tổng cộng sự nghiệp | Tổng cộng sự nghiệp                   | 34       | 2        | 5            | 1            | 0          | 0          | 2       | 0       | 0    | 0    | 41        | 3         |